# Tysnesøy
Tysnesøya (norvégien oriental urbain: [ˈtŷːsneːsˌœʏɑ]) ou Tysnesøy est une île de la municipalité de Tysnes dans le comté de Vestland, en Norvège. L'île de 198 kilomètres carrés (76 milles carrés) constitue la plus grande partie de la municipalité insulaire de Tysnes. Le point culminant de l'île est la montagne Tysnessåto (no), haute de 753 mètres (2 470 pieds) et sa population totale est de 2 580 en 2017.
L'île se trouve dans un grand groupe d'îles sur le côté nord de l'embouchure du Hardangerfjord. Le Bjørnafjorden se trouve au nord de l'île et le détroit de Langenuen (en) longe le côté ouest de l'île. L'île de Reksteren se trouve au nord-ouest, Stord se trouve au sud-ouest et les petites îles de Skorpo et Huglo se trouvent au sud de l'île. Les îles de Skorpo et Reksteren sont reliées à Tysnesøy par des ponts routiers. Le continent se trouve juste à l'est de Tysnesøy, et il y a un petit pont routier reliant les deux. Les municipalités continentales de Fusa et Kvinnherad sont situées sur le continent, à côté de Tysnes.
L'île est rocheuse et montagneuse dans la partie centre-nord de l'île, tandis que le reste de l'île est plus boisé et vallonné. Les principales zones agricoles se situent au nord-est et au sud. Certains des villages les plus remarquables de l'île comprennent le village de Våge (village) (no) au nord, Uggdal (en) à l'ouest et Onarheim (en) au sud-est.
.